# چارلستون (نوادا)
چارلستون (به انگلیسی: Charleston) یک منطقهٔ مسکونی در ایالات متحده آمریکا است که در شهرستان ایلکو، نوادا واقع شده‌است. چارلستون ۱٬۸۵۱٫۹۹ متر بالاتر از سطح دریا واقع شده‌است.